# Municipi de Thisted
El municipi de Thisted és un municipi danès que va ser creat l'1 de gener del 2007 com a part de la Reforma Municipal Danesa, integrant els antics municipis de Hanstholm amb el de Sydthy, el municipi resultant va ser adscrit a la nova Regió de Nordjylland. El municipi és situat al nord-oest de la península de Jutlàndia, a l'illa de Vendsyssel-Thy,entre el Limfjord i el Mar del Nord abastant una superfície de 1101,65 km², la part costanera del Mar del Nord és una destinació turística important, essent un atractiu especial per als practicants del windsurf.
La ciutat més important i capital del municipi és Thisted (12.995 habitants el 2009). Altres poblacions són:
- Agger
- Bedsted
- Frøstrup
- Hanstholm
- Hillerslev
- Hørdum
- Hundborg
- Hurup
- Klitmøller
- Koldby
- Nørre Vorupør
- Nors
- Øsløs
- Østerild
- Ræhr
- Sennels
- Sjørring
- Snedsted
- Sundby
- Vesløs
- Vestervig
- Vilsund Vest
- Ydby

## Consell municipal
Resultats de les eleccions del 18 de novembre del 2009:
| Partit                      | vots | % vots |
| --------------------------- | ---- | ------ |
| Socialdemokratiet           | 7452 | 31,6   |
| Det Radikale Venstre        | 614  | 2,6    |
| Det Konservative Folkeparti | 3417 | 14,5   |
| Socialistisk Folkeparti     | 1873 | 7,9    |
| Kristendemokraterne         | 154  | 0,7    |
| Vækst og Velfærd            | 595  | 2,5    |
| Naturens Stemme             | 66   | 0,3    |
| Dansk Folkeparti            | 2217 | 9,4    |
| Lokallisten Thy             | 391  | 1,7    |
| Venstre                     | 6798 | 28,8   |

## Alcaldes
| Alcalde          | Període               | Partit            |
| ---------------- | --------------------- | ----------------- |
| Erik Hove Olesen | 1-1-2007 a 31-12-2009 | Socialdemokratiet |
| Lene Kjelgaard   | 1-1-2010 a 31-12-2013 | Venstre           |